# Kazakhstan aux Jeux olympiques d'été de 2016
Le Kazakhstan participe aux Jeux olympiques d'été de 2016 à Rio de Janeiro. Il s'agit de sa 6e participation aux Jeux olympiques d'été.

## Athlétisme

### Hommes

#### Course
| Athlètes         | Compétitions     | Série   | Série | Demi-finales | Demi-finales | Finale          | Finale  |
| Athlètes         | Compétitions     | Temps   | Rang  | Temps        | Rang         | Temps           | Rang    |
| ---------------- | ---------------- | ------- | ----- | ------------ | ------------ | --------------- | ------- |
| Mihail Krassilov | Marathon         | NC      | NC    | NC           | NC           | 2 h 26 min 11 s | 101e    |
| Dmitriy Koblov   | 400 mètres haies | 49 s 87 | 6e    | Éliminé      | Éliminé      | Éliminé         | Éliminé |
| Georgiy Sheiko   | 20 km marche     | NC      | NC    | NC           | NC           | 1 h 23 min 31 s | 34e     |

#### Concours
| Athlètes         | Compétitions     | Série    | Série | Finale   | Finale  |
| Athlètes         | Compétitions     | Résultat | Rang  | Résultat | Rang    |
| ---------------- | ---------------- | -------- | ----- | -------- | ------- |
| Roman Valiyev    | Triple saut      | NM       | /     | Éliminé  | Éliminé |
| Ivan Ivanov      | Lancer du poids  | 17,38 m  | 33e   | Éliminé  | Éliminé |
| Yevgeniy Labutov | Lancer du disque | 55,54 m  | 31e   | Éliminé  | Éliminé |

### Femmes

#### Course
| Athlètes                                                                | Compétitions          | Série         | Série | Demi-finales | Demi-finales | Finale          | Finale   |
| Athlètes                                                                | Compétitions          | Temps         | Rang  | Temps        | Rang         | Temps           | Rang     |
| ----------------------------------------------------------------------- | --------------------- | ------------- | ----- | ------------ | ------------ | --------------- | -------- |
| Rima Kashafutdinova                                                     | 100 mètres            | 11 s 84       | 7e    | Éliminée     | Éliminée     | Éliminée        | Éliminée |
| Viktoriya Zyabkina                                                      | 100 mètres            | 11 s 69       | 5e    | Éliminée     | Éliminée     | Éliminée        | Éliminée |
| Olga Safronova                                                          | 100 mètres            | 11 s 50       | 5e    | Éliminée     | Éliminée     | Éliminée        | Éliminée |
| Viktoriya Zyabkina                                                      | 200 mètres            | 23 s 34       | 7e    | Éliminée     | Éliminée     | Éliminée        | Éliminée |
| Olga Safronova                                                          | 200 mètres            | 23 s 29       | 4e    | Éliminée     | Éliminée     | Éliminée        | Éliminée |
| Elina Mikhina                                                           | 400 mètres            | 53 s 83       | 6e    | Éliminée     | Éliminée     | Éliminée        | Éliminée |
| Anastassya Kudinova                                                     | 400 mètres            | 56 s 03       | 7e    | Éliminée     | Éliminée     | Éliminée        | Éliminée |
| Margarita Mukasheva                                                     | 800 mètres            | 2 min 00 s 97 | 5e    | Éliminée     | Éliminée     | Éliminée        | Éliminée |
| Irina Smolnikova                                                        | Marathon              | NC            | NC    | NC           | NC           | 3 h 00 min 31 s | 122e     |
| Gulzhanat Zhanatbek                                                     | Marathon              | NC            | NC    | NC           | NC           | DNF             | /        |
| Anastassiya Pilipenko                                                   | 100 mètres haies      | 13 s 29       | 8e    | Éliminée     | Éliminée     | Éliminée        | Éliminée |
| Aleksandra Romanova                                                     | 400 mètres haies      | 59 s 36       | 8e    | Éliminée     | Éliminée     | Éliminée        | Éliminée |
| Rima Kashafutdinova Viktoriya Zyabkina Yuliya Rakhmanova Olga Safronova | Relais 4 × 100 mètres | DSQ           | /     | NC           | NC           | Éliminée        | Éliminée |
| Diana Aydosova                                                          | 20 km marche          | NC            | NC    | NC           | NC           | 1 h 44 min 49 s | 62e      |
| Polina Repina                                                           | 20 km marche          | NC            | NC    | NC           | NC           | DSQ             | /        |

## Aviron
Légende: FA = finale A (médaille) ; FB = finale B (pas de médaille) ; FC = finale C (pas de médaille) ; FD = finale D (pas de médaille) ; FE = finale E (pas de médaille) ; FF = finale F (pas de médaille) ; SA/B = demi-finales A/B ; SC/D = demi-finales C/D ; SE/F = demi-finales E/F ; QF = quarts de finale; R= repêchage
| Athlète              | Compétition  | Séries        | Séries | Repêchage      | Repêchage | Quarts de finale | Quarts de finale | Demi-finales   | Demi-finales | Finale        | Finale |
| Athlète              | Compétition  | Temps         | Rang   | Temps          | Rang      | Temps            | Rang             | Temps          | Rang         | Temps         | Rang   |
| -------------------- | ------------ | ------------- | ------ | -------------- | --------- | ---------------- | ---------------- | -------------- | ------------ | ------------- | ------ |
| Vladislav Yakovlev   | Skiff hommes | 7 min 38 s 65 | 5 R    | 12 min 04 s 17 | 5 SE/F    | Exempté          | Exempté          | 11 min 45 s 22 | 4 FF         | 7 min 21 s 61 | 31     |
| Svetlana Germanovich | Skiff femmes | 9 min 34 s 15 | 5 R    | 8 min 00 s 42  | 3 SE/F    | Exempté          | Exempté          | 8 min 29 s 81  | 1 FE         | 8 min 38 s 25 | 26     |

## Boxe

### Hommes
| Berik Abdrakhmanov | Légers (-60 kg) |  | – | – | – | – | – | – | – | – |

## Canoë-kayak

### Slalom
|                     | Compétition | Éliminatoires | Éliminatoires | Éliminatoires | Éliminatoires | Éliminatoires | Éliminatoires | Demi-finales  | Demi-finales  | Finale        | Finale        |
| Course 1            | Compétition | Rang          | Course 2      | Rang          | Total         | Rang          | Résultat      | Rang          | Résultat      | Rang          |               |
| ------------------- | ----------- | ------------- | ------------- | ------------- | ------------- | ------------- | ------------- | ------------- | ------------- | ------------- | ------------- |
| Yekaterina Smirnova | K1 femmes   | 127 s 64      | 19            | 119 s 80      | 14            | 119 s 80      | 19            | Pas qualifiée | Pas qualifiée | Pas qualifiée | Pas qualifiée |

## Cyclisme

### Cyclisme sur route
| Athlète              | Compétition             | Temps           | Rang |
| -------------------- | ----------------------- | --------------- | ---- |
| Andrey Zeits         | Course en ligne hommes  | 6 h 10 min 30 s | 8e   |
| Andrey Zeits         | Contre-la-montre hommes | 1 h 18 min 47 s | 24e  |
| Bakhtiyar Kozhatayev | Course en ligne hommes  | 6 h 30 min 05 s | 61e  |

### Cyclisme sur piste

#### Omnium
| Athlète         | Compétition   | Scratch | Poursuite | Poursuite | Élimination | Contre-la-montre | Contre-la-montre | Tour lancé | Tour lancé | Course aux points | Course aux points | Total | Rang |
| Athlète         | Compétition   | Rang    | Temps     | Rang      | Rang        | Temps            | Rang             | Temps      | Rang       | Points            | Rang              | Total | Rang |
| --------------- | ------------- | ------- | --------- | --------- | ----------- | ---------------- | ---------------- | ---------- | ---------- | ----------------- | ----------------- | ----- | ---- |
| Artyom Zakharov | Omnium hommes |         |           |           |             |                  |                  |            |            |                   |                   |       |      |

## Natation
| Athlète            | Épreuve          | Séries        | Séries | Demi-finales | Demi-finales | Finale   | Finale   |
| Athlète            | Épreuve          | Temps         | Rang   | Temps        | Rang         | Temps    | Rang     |
| ------------------ | ---------------- | ------------- | ------ | ------------ | ------------ | -------- | -------- |
| Dmitriy Balandin   | 100 m brasse     | 59 s 47       | 9e Q   | 59 s 45      | 8e Q         | 59 s 95  | 8e       |
| Yekaterina Rudenko | 100 m dos femmes | 1 min 01 s 28 | 20e    | Éliminée     | Éliminée     | Éliminée | Éliminée |

## Tir à l'arc
| Athlète           | Compétition       | Tour préliminaire | Tour préliminaire | 1er tour                           | 2e tour                       | 3e tour          | Quarts de finale | Demi-finales     | Match pour la médaille de bronze | Match pour la médaille de bronze | Finale           | Finale |
| Athlète           | Compétition       | Score             | Rang              | Adversaire Score                   | Adversaire Score              | Adversaire Score | Adversaire Score | Adversaire Score | Adversaire Score                 | Rang                             | Adversaire Score | Rang   |
| ----------------- | ----------------- | ----------------- | ----------------- | ---------------------------------- | ----------------------------- | ---------------- | ---------------- | ---------------- | -------------------------------- | -------------------------------- | ---------------- | ------ |
| Sultan Duzelbayev | Individuel hommes | 648               | 48e               | Bat Gu Xuesong 6 - 4               | Battu par Mauro Nespoli 0 - 6 | non qualifié     | non qualifié     | non qualifié     | non qualifié                     | non qualifié                     | non qualifié     | 19e    |
| Luiza Saidiyeva   | Individuel femmes | 625               | 36e               | Battue par Anastasia Pavlova 0 - 6 | non qualifiée                 | non qualifiée    | non qualifiée    | non qualifiée    | non qualifiée                    | non qualifiée                    | non qualifiée    | 60e    |